# Hale Boggs Memorial Bridge
Die Hale Boggs Memorial Bridge, auch Luling–Destrehan Bridge, ist eine Schrägseilbrücke über den Mississippi River zwischen Destrehan und Luling im Bundesstaat Louisiana der USA. Sie führt vier Fahrstreifen des Interstate Highway 310 und wird vom Louisiana Department of Transportation and Development (LaDOTD) betrieben. Das durchschnittliche Verkehrsaufkommen lag zwischen 2010 und 2016 bei 50.000 Fahrzeugen täglich. Sie ist benannt nach dem US-amerikanischen Politiker Hale Boggs.

## Geschichte

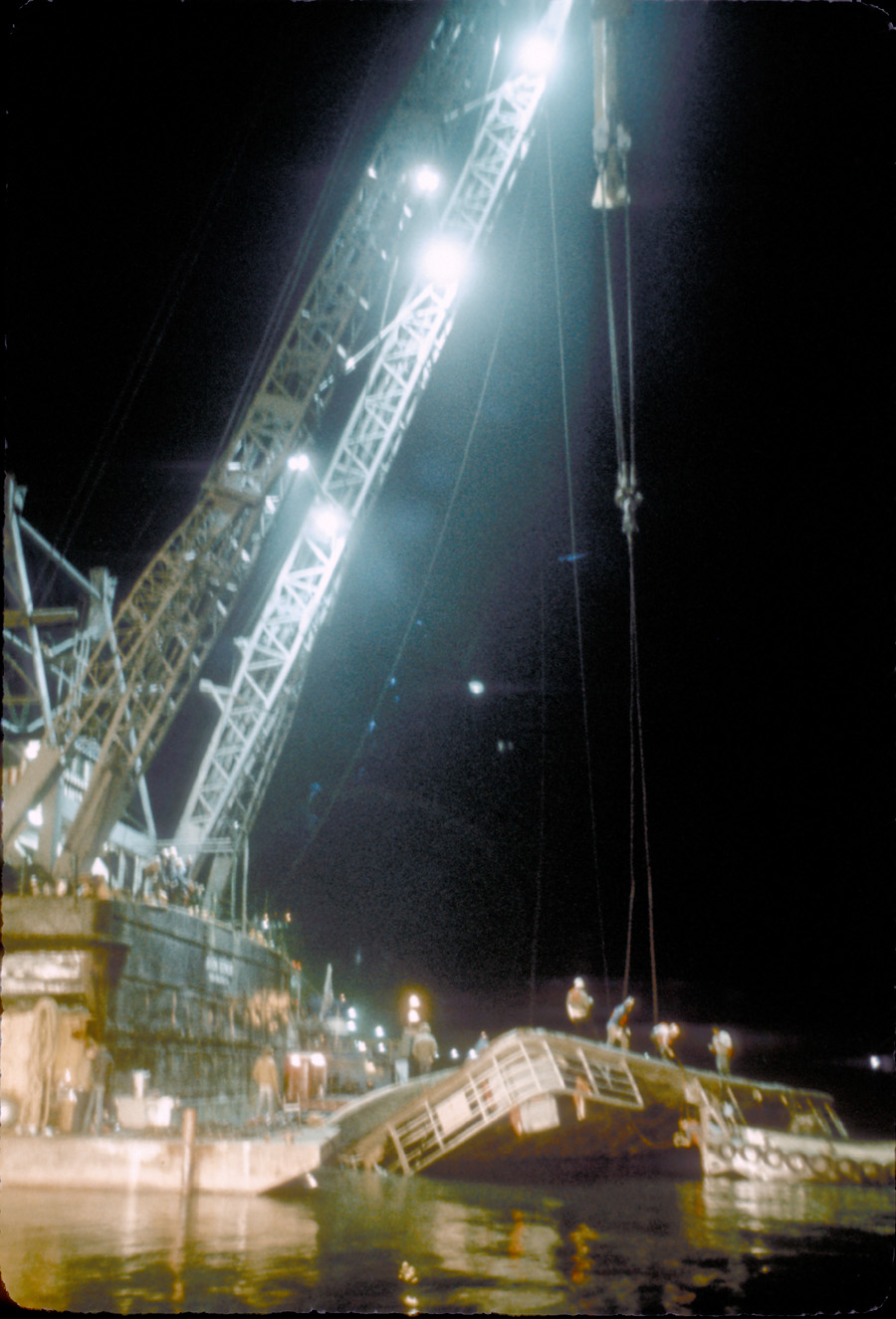
Bergung der gekenterten Fähre George Prince 1976

Zur Querung des Mississippi gab es im St. Charles Parish bis zur Fertigstellung der Luling–Destrehan Bridge 1983 nur einige Fährverbindungen, darunter seit Anfang des 20. Jahrhunderts die einzige Autofähre zwischen Luling und Destrehan, die vom Parish und vom Louisiana Department of Highways betrieben wurde. Etwa einen Kilometer flussaufwärts wurde ab Juli 1974 mit der Errichtung der Unterbauten der Schrägseilbrücke durch Massman Construction aus Kansas City (Missouri) begonnen, die Ausführung des Überbaus erfolgte durch Williams Brothers Construction aus Houston und Ishikawajima-Harima Heavy Industries aus Japan. Entworfen wurde die Brücke gemeinsam von Frankland and Lienhard und Modjeski and Masters.
Während des Baus der Brücke ereignete sich am 20. Oktober 1976 ein folgenschweres Fährunglück unweit der Baustelle. Die Autofähre George Prince kollidierte auf dem Weg von Destrehan nach Luling in den frühen Morgenstunden mit dem norwegischen Öltanker SS Frosta, wobei die bedeutend kleinere Fähre kenterte. Die 34 Fahrzeuge auf der Fähre versanken und 77 der insgesamt 95 Passagiere und Besatzungsmitglieder der Fähre ertranken. Mit der Eröffnung der Luling-Destrehan Bridge im Oktober 1983 wurde die Fährverbindung eingestellt. 2009 wurde zum Gedenken an die Opfer des Unglücks von 1976 am Destrehan-Ufer eine Gedenkstätte neben der Brücke eingeweiht.
Die Luling–Destrehan Bridge war die erste Schrägseilbrücke über den Mississippi und wurde 1984 mit dem Outstanding Civil Engineering Achievement Award der ASCE ausgezeichnet. Im März 1985 wurde sie zu Ehren des Politikers Thomas Hale Boggs, der mehrere Jahre Louisiana als Abgeordneter im Repräsentantenhaus der Vereinigten Staaten vertrat und Mitglied der Warren-Kommission  war, in Hale Boggs Memorial Bridge umbenannt. Die Brücke ist Teil der nur knapp 20 km langen Interstate 310, die westlich von New Orleans den U.S. Highway 90 mit der Interstate 10 verbindet. Der Anschluss an den US 90 erfolgte 1988 und an die I-10 schließlich 1993.

## Beschreibung

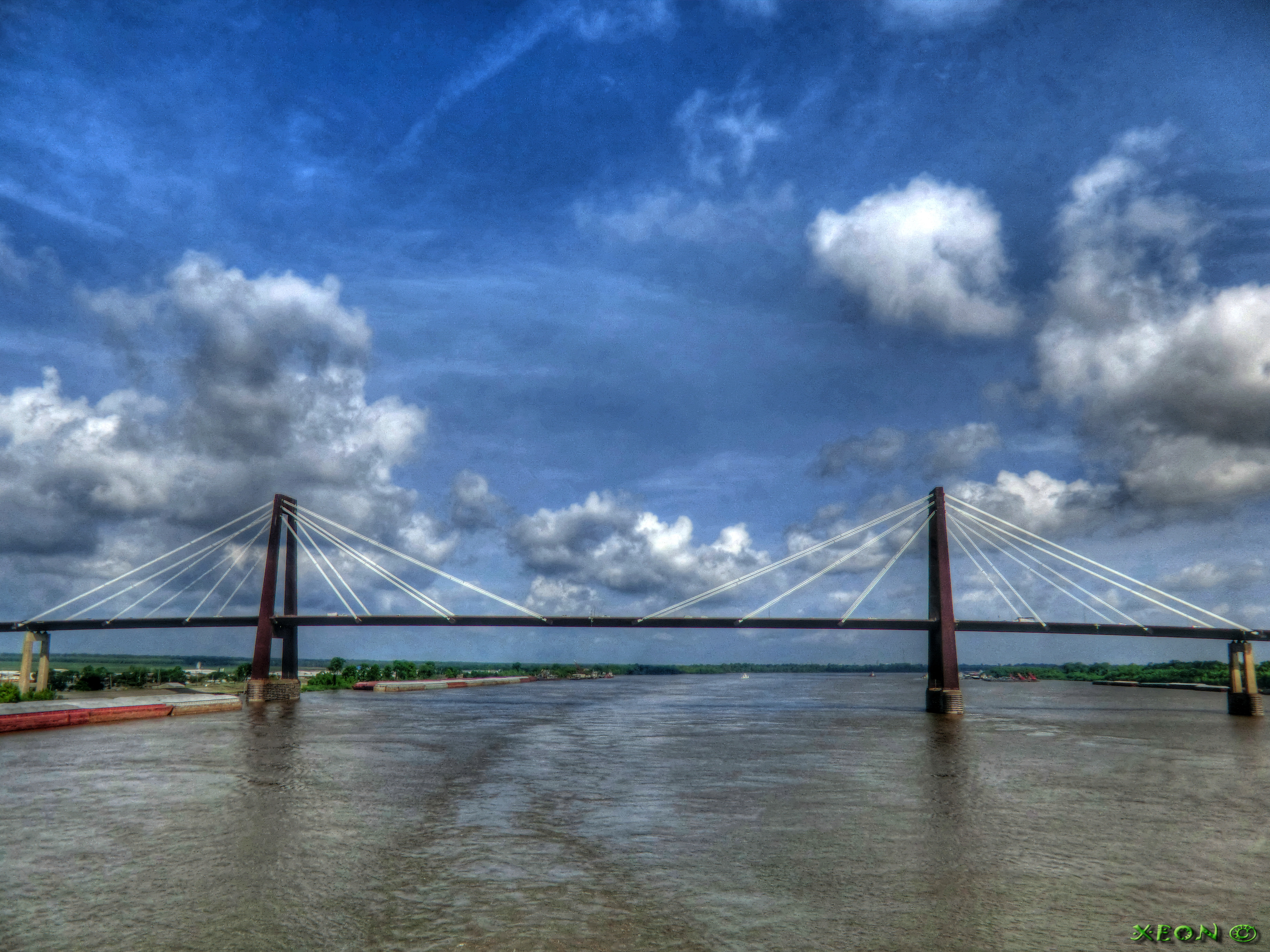
Hauptbrücke 2013 (Blick flussauf)

Die Hale Boggs Memorial Bridge hat einschließlich der Zufahrten eine Gesamtlänge von 3428 m, wobei die als Schrägseilbrücke ausgeführte Hauptbrücke eine Länge von 837 m besitzt. Der 25 m breite Fahrbahn-Durchlaufträger der Hauptbrücke besteht aus einer orthotropen Platte auf zwei 4 m hohen in der Mitte verbundenen trapezförmigen Hohlkästen aus wetterfestem Baustahl. Er wird von 72 Spannseilen getragen, die in 4x3 Gruppen pro Brückenseite an zwei A-Pylonen im Fächersystem befestigt sind, am Fahrbahnträger erfolgte die Verankerung an äußeren Kragarmen.
Die längste Spannweite zwischen den circa 140 m hohen Stahlpylonen (ab Fundamentoberkante) beträgt 372 m. Zum nächsten Strompfeiler betragen die Spannweiten 155 m bzw. 151 m, den Abschluss der Hauptbrücke bis zu den Dehnungsfugen bildet dann je eine Spannweite von 79 m, an die sich die Zufahrten aus einer Vielzahl von Balkenbrücken anschließen.
Schon während der Errichtung der Brücke wurden an den Spannseilen Beschädigungen des Schutzmantels festgestellt. Trotz mehrfacher Ausbesserungen verschlechterte sich der Zustand und die Stahldrähte sowie deren Verankerungen korrodierten über die Jahre. Anfang der 2000er-Jahre wurde der Zustand der 72 Spannseile umfassend analysiert und ein Konzept zum kompletten Austausch bei laufendem Betrieb der Brücke erarbeitet. Die ursprünglichen Spannseile bestanden aus 103–307 zusammengefassten 6,4-mm-Einzelstahldrähten und wurden zwischen 2008 und 2012 durch Drahtseile aus 23–67 beschichteten 7-Draht-Litzen mit einem Durchmesser von 15,7 mm ersetzt, wodurch zukünftig der Austausch einzelner Litzen möglich ist. Zusätzlich wurde der Fahrbahnträger ausgebessert und dessen Belag 2016 erneuert.